# Drew Pearce
Drew Pearce (24 de agosto de 1975) es un guionista, productor y director inglés más conocido por ser el creador de No Heroics, una comedia de televisión sobre superhéroes para ITV2. Su trabajo anterior como escritor, productor, y director incluyen The Musical Storytellers Ginger And Black para E4 y High Spirits with Shirley Ghostman para BBC Three.
El 31 de marzo de 2011 se anunció que él escribiría Iron Man 3. El 24 de octubre de 2011 se anunció que Pearce también escribiría el guion para una tercera película de la serie de Sherlock Holmes protagonizada por Robert Downey Jr.

## Filmografía
| Año  | Película                                  | Papel               | Notas                         |
| ---- | ----------------------------------------- | ------------------- | ----------------------------- |
| 2006 | Confetti                                  | Actor               | Miembro de la banda de Snoopy |
| 2006 | Lip Service                               | Guionista           | 7 episodios                   |
| 2007 | The Musical Storytellers Ginger And Black | Guionista           | Corto de Televisión           |
| 2007 | The Musical Storytellers Ginger And Black | Director            | Corto de Televisión           |
| 2008 | No Heroics                                | Guionista           | 6 episodios                   |
| 2013 | Iron Man 3                                | Guionista           | con Shane Black               |
| 2014 | All Haill The King                        | Director, Guionista | Cortometraje                  |
| 2015 | Misión: Imposible - Nación Secreta        | Historia            | con Christopher McQuarrie     |
| 2018 | Hotel Artemis                             | Director/Escritor   | Debut como director           |
| 2024 | The Fall Guy                              | Guionista           |                               |